# Paderborn
Paderborn là một thành phố nằm ở bang Nordrhein-Westfalen, Đức. Thành phố có dân số khoảng 144.908 người.
Paderborn là thủ phủ của huyện Paderborn. Tên của thành phố xuất phát từ sông Pader, bắt nguồn từ hơn 200 suối gần nhà thờ Paderborn, nơi Thánh Liborius được chôn cất.
Paderborn đã được thành lập như là một xứ giám mục bởi Charlemagne vào năm 795. Năm 799, Giáo hoàng Leo III chạy trốn kẻ thù của ông ở Roma và đến Paderborn, nơi ông đã gặp Charlemagne. Charlemagne phục hồi Leo ở Roma vào năm 800 và được đăng quang như Hoàng đế La Mã Thần thánh bởi Leo trở lại.
Giám mục Paderborn đã trở thành một hoàng tử của đế quốc trong 1100. Thành phố bí chiếm bởi Phổ năm 1802, sau đó thuộc Vương quốc Westphalia chư hầu Pháp 1807-1813 và sau đó trở về nước Phổ.
Trong Chiến tranh thế giới thứ hai, Paderborn bị ném bom toàn diện bởi máy bay Đồng Minhvào năm 1944 và 1945 (85% thành phố bị phá hủy).